# 957 Camelia
A 957 Camelia (ideiglenes jelöléssel 1921 JX) a Naprendszer kisbolygóövében található aszteroida. Karl Wilhelm Reinmuth fedezte fel 1921. szeptember 7-én, Heidelbergben.